# Heortia plumbatalis
Heortia plumbatalis là một loài bướm đêm trong họ Crambidae.